# Ghosts (téléfilm)
Pour les articles homonymes, voir Ghosts.
Ghosts est un téléfilm britannique réalisé par Elijah Moshinsky en 1986.
Adaptation télévisuelle du film de même nom de 1915, Ghosts, lui-même adaptation de la pièce Les Revenants d'Henrik Ibsen.

## Distribution
- Judi Dench : Mrs Alving,
- Michael Gambon : Pasteur Manders